# Asplenium apoense
Asplenium apoense är en svartbräkenväxtart som beskrevs av Edwin Bingham Copeland. Asplenium apoense ingår i släktet Asplenium och familjen Aspleniaceae. Inga underarter finns listade.